# 颱風麥德姆 (2014年)
颱風麥德姆（英語：Typhoon Matmo，國際編號：1410，聯合颱風警報中心：WP102014，菲律賓大氣地球物理和天文管理局：Henry）為2014年太平洋颱風季第十個被命名的風暴。「麥德姆」一名是由美國提供，是關島查莫羅語的大雨。

## 發展過程
2014年7月14日，一個低壓區在雅浦島西方海面上生成。同日，美國海軍研究實驗室給予擾動編號93W。下午1時，聯合颱風警報中心對其在24小時內形成為熱帶氣旋的機會給予「LOW」的評級。
7月16日下午1時，聯合颱風警報中心對其評級提升為「MEDIUM」。下午5時，日本氣象廳將其升格為熱帶性低氣壓。下午6時，聯合颱風警報中心對其發佈熱帶氣旋形成警報，並將其評級提升為「HIGH」。下午9時25分，日本氣象廳對其發出烈風警報。
7月17日下午8時，聯合颱風警報中心將其升格為熱帶低氣壓，並給予編號10W。
7月18日上午2時，聯合颱風警報中心將其升格為熱帶風暴。同時，中央氣象台及香港天文台將其升格為熱帶風暴，中央氣象局則將其升格為輕度颱風。上午3時30分，日本氣象廳將其升格為熱帶風暴，並命名為麥德姆。上午8時10分，麥德姆進入菲律賓負責範圍，因此菲律賓大氣地球物理和天文管理局將其命名為Henry。
7月19日上午2時，中央氣象台將其升格為强热带风暴。上午8時，地球物理暨氣象局及香港天文台將其升格為強烈熱帶風暴，上午9時，日本氣象廳將其升格為強烈熱帶風暴。下午2時，中央氣象局將其升格為中度颱風。下午3時，日本氣象廳將其升格為颱風，發佈沖繩南方海域海上颱風警報。下午8時，聯合颱風警報中心將其升格為一級颱風。同時，中央氣象台將其升格為颱風。下午9時45分，香港天文台將其升格為颱風。
7月20日上午2時，澳門地球物理暨氣象局將其升格為颱風。
7月22日下午2時，聯合颱風警報中心將其升格為二級颱風。同時，中央氣象台將其升格為強颱風。
7月23日午夜12時10分，麥德姆於台灣台東縣長濱鄉登陸。上午2時，日本氣象廳將其降格為強烈熱帶風暴。同時，聯合颱風警報中心將其降格為一級颱風。清晨4時20分，麥德姆於台灣彰化縣鹿港鎮一帶出海。上午5時，中央氣象台將其降格為颱風。下午2時，地球物理暨氣象局將其降格为強烈熱帶風暴。下午3時30分，麥德姆於中國福建省莆田市涵江區沿海登陸。同時，中央氣象台及香港天文台將其降格為強烈熱帶風暴。下午4時，日本氣象廳將其降格為熱帶風暴。下午5時，中央氣象局將其降格為輕度颱風。下午11時，聯合颱風警報中心將其降格為熱帶風暴，並發出最後的警報。
7月24日上午8時，中央氣象台和澳門地球物理暨氣象局將其降格為熱帶風暴。香港天文台緊隨其後，在上午9時將其降格為熱帶風暴。
7月25日中午，根據中央氣象局的天氣圖顯示，麥德姆的中心自江蘇省連雲港市一帶進入黃海，並以每小時41公里的速度朝朝鮮民主主義人民共和國移動，並報告中心最低氣壓為992百帕。下午3時，中央氣象局將其降格為熱帶性低氣壓。同時，日本氣象廳認為麥德姆已經轉化為一股溫帶氣旋，而中央氣象局亦於天氣圖上將其標記為溫帶氣旋。下午5時10分，麥德姆於山東省威海市榮成市虎山鎮沿海登陸。下午11時，中央氣象台亦認為麥德姆已經轉化為一股溫帶氣旋。
7月26日上午2時，香港天文台亦認為麥德姆已經轉化為一股溫帶氣旋。上午8時，中央氣象局給出的天氣圖表示，該低氣壓中心已移入朝鮮民主主義人民共和國平安南道平原郡陸地，報告中心氣壓為1000百帕。
其後，於日本氣象廳所發佈的最佳路徑中，日本氣象廳把麥德姆的風速下調為70節，中心最低氣壓上調至965hPa。

## 影響

### 帛琉
當麥德姆掠過帛琉時強度較弱，並沒有於地區造成大的災害，且沒有重大人員傷亡與財產損失報告。

### 、
當麥德姆登陸北韓時強度已減弱為熱帶低氣壓，並且已轉化為溫帶氣旋，並沒有於地區造成大的災害，且沒有重大人員傷亡與財產損失報告，但麥德姆為北韓帶來暴雨，南韓亦然。

### 菲律賓
當地發出之最高熱帶氣旋警告信號：二號風暴信號
7月18日上午8時10分，菲律賓大氣地球物理和天文管理局將已進入責任範圍的麥德姆升格為熱帶風暴，發佈第一報熱帶氣旋資訊，並命名為Henry。
7月21日上午5時，菲律賓大氣地球物理和天文管理局發出一號風暴信號。下午11時，菲律賓大氣地球物理和天文管理局發出二號風暴信號。
7月22日下午11時，菲律賓大氣地球物理和天文管理局解除二號風暴信號。
7月23日上午5時，菲律賓大氣地球物理和天文管理局解除一號風暴信號。上午10時30分，菲律賓大氣地球物理和天文管理局對其發佈最後一報熱帶氣旋資訊。

### 臺灣
當地發出最高颱風警告：海上陸上颱風警報
| 彭佳嶼 · 26.5 m/s板橋 · 8.4 m/s鞍部 · 13.6 m/s竹子湖 · 4.1 m/s淡水 · 6.2 m/s基隆 · 12 m/s臺北 · 11.3 m/s新屋 · 17.5 m/s新竹 · 7.3 m/s宜蘭 · 11.4 m/s蘇澳 · 20.7 m/s花蓮 · 19.1 m/s成功（新港） · 32.1 m/s臺東 · 10.9 m/s大武 · 7.2 m/s蘭嶼 · 27.3 m/s臺中 · 6.2 m/s梧棲 · 13.6 m/s日月潭 · 3.8 m/s阿里山 · 5 m/s嘉義 · 9.3 m/s玉山 · 17 m/s臺南 · 10.6 m/s高雄 · 10.5 m/s恆春 · 5.8 m/s澎湖 · 12 m/s東吉島 · 21.1 m/s金門 · 12.1 m/s馬祖 · 17.6 m/s 中華民國交通部中央氣象署署屬氣象測站測得最大持續風力。圖例： · 測得5級風或以下 · 測得6至7級風 · 測得8至9級風 · 測得10至11級風 | 彭佳嶼 · 39.9 m/s板橋 · 22.5 m/s鞍部 · 36.9 m/s竹子湖 · 19.5 m/s淡水 · 25.3 m/s基隆 · 32.4 m/s臺北 · 26.5 m/s新屋 · 28.8 m/s新竹 · 19.9 m/s宜蘭 · 26.5 m/s蘇澳 · 36.5 m/s花蓮 · 34.6 m/s成功（新港） · 49.2 m/s臺東 · 26.6 m/s大武 · 17.2 m/s蘭嶼 · 60.7 m/s臺中 · 22.2 m/s梧棲 · 32.2 m/s日月潭 · 9.3 m/s阿里山 · 21.2 m/s嘉義 · 20 m/s玉山 · 30.9 m/s臺南 · 27.7 m/s高雄 · 23.5 m/s恆春 · 19.9 m/s澎湖 · 23.2 m/s東吉島 · 30.2 m/s金門 · 21.1 m/s馬祖 · 38.7 m/s 中華民國交通部中央氣象署署屬氣象測站測得最大陣風。圖例： · 測得5級風或以下 · 測得8至9級風 · 測得10至11級風 · 測得12至15級風 · 測得16級風或以上 |

7月21日，來往綠島、蘭嶼交通船於16時起停駛，中央氣象局於17時30分發布海上颱風警報，台鐵、公路總局成立應變小組。追風計畫於17時自臺中清泉崗機場起飛觀測。
7月22日上午2時30分，中央氣象局針對宜花東以及南投發布陸上颱風警報。上午8時30分，中央氣象局將陸上颱風警報範圍擴至臺灣本島，亦為中央氣象局今年首度發布的陸上颱風警報。
根據中央災害應變中心統計，全台共有10人受傷；290214戶停電；停水戶數5413戶；行動電話基地台受損119座；撤離人數5388人，其中安置收容人數2608人。
7月23日，麥德姆於凌晨在台東縣長濱鄉登陸，清晨4時20分，從彰化縣出海。期間逾30萬戶，一度停電，台澎金馬23日22縣市停班課，內陸航機全面停飛。桃園機場，共有101班入出境航班取消、延誤，其中取消的大多為往返大陸的航班。台灣中央災害應變中心表示，截至中午造成9人受傷，包括台北市5人、台南市2人及嘉義縣、台東縣各1人。颱風登陸台灣期間造成3死，3名死者分別失足跌落化糞池、墮樓及跌落水溝。不過，災害應變中心認為，3人死於意外，所以未列入災情。另外，台灣消防署澄清，颱風無造成死亡或失蹤。麥德姆在凌晨零時10在台東長濱登陸，台東縣出現15級陣風，造成廣告知名的金城武樹連根拔起。花蓮則一夜風強雨驟，大量路樹倒塌，壓毀車輛和阻礙交通，低窪地區淹水成災，全縣疏散近兩萬人。全台29萬7280戶一度停電。颱風帶來的降雨，降雨集中在東部，以花蓮秀林鄉的慈恩測站最多，達到595毫米。台灣中央氣象局表示，颱風預測在今天下午3時左右登陸福建莆田，暴風圈逐漸脫離台灣本島，下午5時30分解除陸上警報，23時30分解除海上陸上颱風警報。氣象局提醒，沿海風浪大，馬祖地區已出現4公尺浪高，下午浪高可達5公尺。中南部和北部山區仍要提防超大豪雨發生。台鐵說，台鐵各列車上午停駛後，西部幹線及屏東線中午起恢復行駛。宜蘭線、北迴線視風雨狀況機動行駛。颱風來襲，高鐵今天仍營運，但減少班次，改為全天每小時發出2班全車自由座列車，且每站停靠。

#### 復興航空空難
2014年7月23日晚間7時，復興航空222號班機在由臺灣高雄小港國際機場飛往澎湖馬公航空站航線時，疑因颱風風雨過大造成飛機降落不順利，駕駛員重飛失敗，於澎湖縣湖西鄉西溪村墜落，起火燃燒，造成機上人員48人死亡，10人重傷。另壓毀11棟民宅，5人輕傷。多家國際媒體也報導此事件。

#### 統計
1. 以下為麥德姆侵台時7月22日至7月23日晚上11時累積的雨量及地區[15]：

| 排行 | 雨量（毫米） | 測站名稱         | 所在縣市                 |
| ---- | ------------ | ---------------- | ------------------------ |
| 1    | 674          | 溪南（特生中心） | 高雄市桃源區             |
| 2    | 661          | 慈恩             | 花蓮縣秀林鄉（慈恩山莊） |
| 3    | 568          | 新高口           | 嘉義縣阿里山鄉           |
| 7    | 565          | 大漢山           | 屏東縣春日鄉             |
| 5    | 563          | 太平山           | 宜蘭縣大同鄉             |

### 中国大陆
當地發出之最高熱帶氣旋警告信號： 颱風橙色預警信號
7月21日上午6時，中央氣象台發佈颱風藍色預警信號。
7月22日上午6時，中央氣象台改發颱風黃色預警信號。上午10時，中央氣象台改發颱風橙色預警信號。
7月23日下午6時，中央氣象台改發颱風黃色預警信號。
7月24日上午10時，中央氣象台改發颱風藍色預警信號。
7月25日晚上11時，中央氣象台對其停止編號。
7月26日上午8時，中央氣象台解除颱風藍色預警信號。
麥德姆為福建、山東及華東地區帶來暴雨，最少有30萬人受災。 

#### 福建

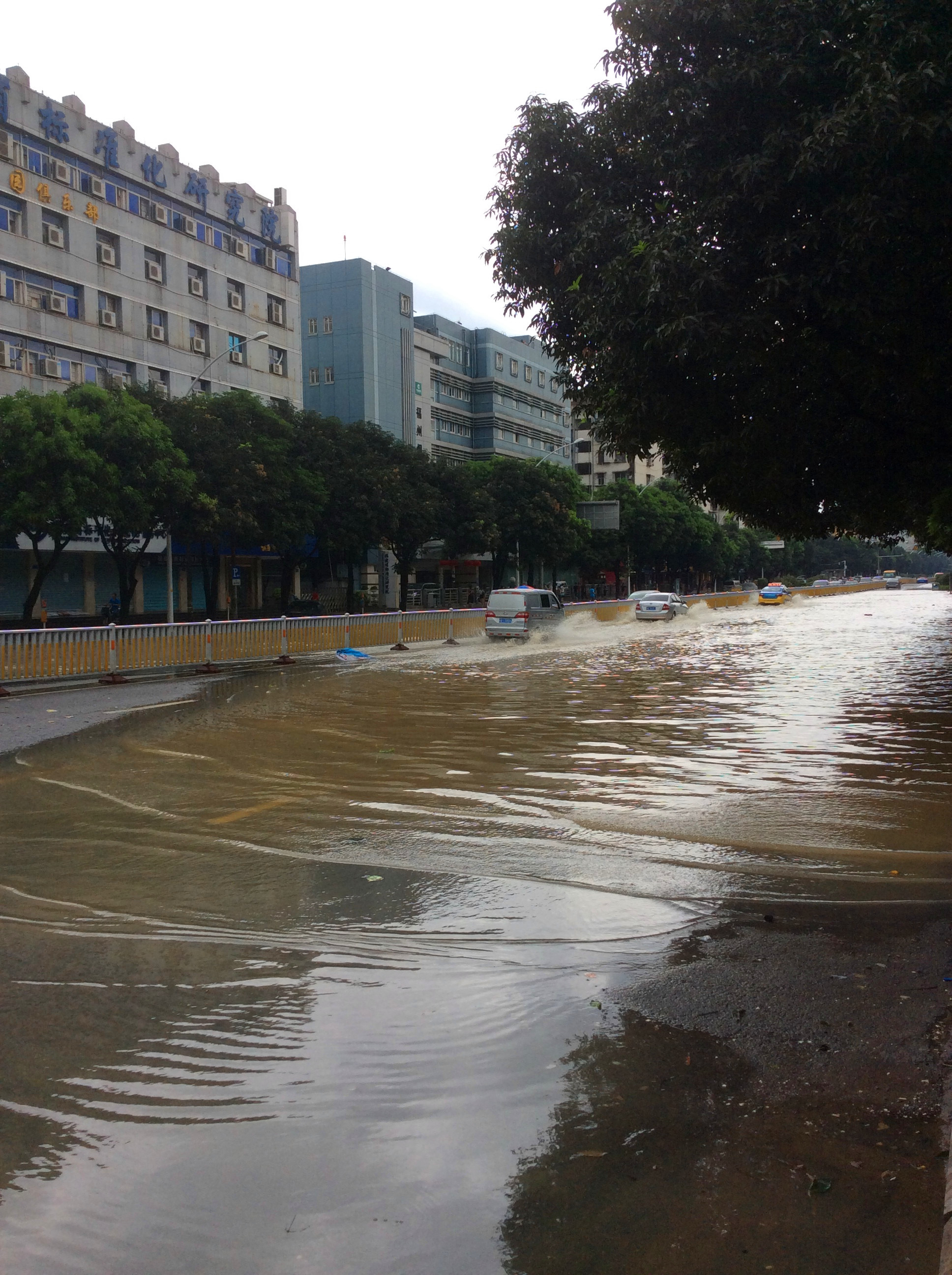
颱風麥德姆吹襲福州市後的情況

全省發出之最高熱帶氣旋警告信號： 颱風橙色預警信號
7月21日下午10時，福建省氣象台發佈颱風藍色預警信號。7月22日上午7時57分，福建省氣象台變更發佈颱風黃色預警信號。7月23日上午0時35分，福建省氣象台變更發佈颱風橙色預警信號。

#### 安徽
全省發出之最高熱帶氣旋警告信號： 颱風藍色預警信號
7月23日下午5時，安徽省氣象台發佈颱風藍色預警信號。

#### 江西
全省發出之最高熱帶氣旋警告信號： 颱風藍色預警信號
7月23日下午7時10分，江西省氣象台發佈颱風藍色預警信號。

#### 山東
全省發出之最高熱帶氣旋警告信號： 颱風橙色預警信號
7月24日上午10時25分，山東省氣象台發佈颱風黃色預警信號。7月25日上午6時50分，山東省氣象台改發颱風橙色預警信號。

#### 遼寧
全省發出之最高熱帶氣旋警告信號： 颱風黃色預警信號
7月25日上午9時40分，遼寧省氣象台發佈颱風黃色預警信號。

#### 香港
雖然麥德姆的環流沒有並沒有影響香港，最終並沒有發出一號戒備信號，但外圍下沉氣流使華南沿岸地區持續酷熱，香港天文台亦接續數天發出酷熱天氣警告，與此同時其引入的活躍西南氣流影響使廣東內陸受強烈對流雨影響，雖然期間部分時間有陽光，但間中有大驟雨及狂風雷暴，7月22日下午及24日晚間，天文台曾兩度發出黃色暴雨警告信號。

## 熱帶氣旋信號使用記錄

### 菲律賓
| 菲律賓大氣地球物理和天文管理局 風暴信號 | 菲律賓大氣地球物理和天文管理局 風暴信號 | 菲律賓大氣地球物理和天文管理局 風暴信號 |
| --------------------------------------- | --------------------------------------- | --------------------------------------- |
| 上一熱帶氣旋                            | 一號風暴信號                            | 下一熱帶氣旋                            |
| 颱風威馬遜                              | 一號風暴信號                            | 颱風海鷗                                |
| 颱風威馬遜                              | 二號風暴信號                            | 颱風海鷗                                |

### 臺灣
| 中華民國交通部中央氣象局 颱風警報 | 中華民國交通部中央氣象局 颱風警報 | 中華民國交通部中央氣象局 颱風警報 |
| --------------------------------- | --------------------------------- | --------------------------------- |
| 上一熱帶氣旋                      | 海上颱風警報                      | 下一熱帶氣旋                      |
| 輕度颱風哈吉貝                    | 海上颱風警報                      | 輕度颱風鳳凰                      |
| 中度颱風菲特                      | 陸上颱風警報                      | 輕度颱風鳳凰                      |

### 中国大陆
| 中國國家氣象中心 颱風預警信號 | 中國國家氣象中心 颱風預警信號 | 中國國家氣象中心 颱風預警信號 |
| ----------------------------- | ----------------------------- | ----------------------------- |
| 上一熱帶氣旋                  | 颱風藍色預警信號              | 下一熱帶氣旋                  |
| 超强台风威馬遜                | 颱風藍色預警信號              | 强熱帶風暴娜基莉              |
| 超强台风威馬遜                | 颱風黃色預警信號              | 強颱風海鷗                    |
| 超强台风威馬遜                | 颱風橙色預警信號              | 強颱風海鷗                    |

## 外部連結
- （日語）日本氣象廳首頁 （页面存档备份，存于）
- （英文）聯合颱風警報中心首頁 （页面存档备份，存于）
- （简体中文）中央氣象台首頁
- （繁體中文）中央氣象局首頁 （页面存档备份，存于）
- （繁體中文）香港天文台首頁 （页面存档备份，存于）
- （繁體中文）澳門地球物理暨氣象局首頁 （页面存档备份，存于）
- （英文）菲律賓大氣地球物理和天文管理局首頁 （页面存档备份，存于）
- （繁體中文）2014麥德姆颱風衛星雲圖影片記錄 （页面存档备份，存于）(萌芽天氣網)